# Pic Ramougn
Le pic Ramougn, ou pic Ramoun, est un sommet des Pyrénées françaises dans le massif du Néouvielle, département des Hautes-Pyrénées, région Occitanie.
D'une altitude de 3 011 m, c'est l'un des sommets de plus de 3 000 m de ce massif.

## Toponymie
Ramougn est la prononciation gasconne de Ramond, en hommage à Louis Ramond de Carbonnières, père du pyrénéisme.

## Géographie

### Topographie
Situé dans le département des Hautes-Pyrénées dans le massif du Néouvielle, près de Saint-Lary-Soulan, du parc national des Pyrénées et dans la réserve naturelle nationale du Néouvielle.

### Géologie
Il fait partie du groupe du Néouvielle aux roches granitiques façonnées par les glaciers. Le sommet lui-même appartient à un système de crêtes délimitant d'anciens cirques glaciaires.

## Voies d'accès
La voie la plus facile se fait en prenant le sentier qui part du barrage de Cap de Long et qui monte jusque sur la crête au niveau du Pas du Gat. De là, on bifurque à gauche pour suivre la crête des Laquettes qui arrive directement au pic Ramoun par son flanc est.